# مونيكا روخمان
مونيكا روخمان (مواليد 27 أيار\مايو 1997)، لاعبة جمباز إيقاعي من المنتخب الوطني الأمريكي.
نشأت مونيكا في سان دييغو، كاليفورنيا، تمثّل مونيكا بلادها في المسابقات الدولية. فقد نافست في بطولة العالم للجمباز الإيقاعي أعوام 2013، 2014، 2015، حيث حلّ منتخب الولايات المتحدة في المركز 13 بحصيلة 32.299 نقطة متقدمين على البرازيل، وعلى كل الفرق غير الآسيوية وغير الأوروبية، ما أهّل الفريق للمشاركة في الألعاب الأولمبية الصيفية 2016. 
ولدت مونيكا في نورثبورت، إلينويز لعائلة يهودية روسيّة فأبواها هما ديميتري وسفيتلانا روخمان، اللذان هاجرا إلى الولايات المتحدة. تتدرب مونيكا مع شقيقتها التوأم جينيفر روخمان والتي تلعب الجمباز الإيقاعي أيضاً. 
عام 2010، انتقلت الشقيقتان إلى إلينويز للتدرّب ضمن منتخب الولايات المتحدة للجمباز الإيقاعي. تشارك مونيكا في فريق الولايات المتحدة في منافسات الألعاب الأولمبية الصيفية 2016.

## روابط خارجية
- مونيكا روخمان على موقع الاتحاد الدولي للجمباز (biography) (الإنجليزية)
- مونيكا روخمان على موقع الاتحاد الأمريكي للجمباز (الإنجليزية)
- مونيكا روخمان على موقع اللجنة الأولمبية الدولية (الإنجليزية)
- مونيكا روخمان على موقع أوليمبيديا (الإنجليزية)